# Bo Sture Wiking
Bo Sture Bertil Wiking, född 4 maj 1906 i Hedvigs församling, Norrköping, död 14 februari 1983 i Östra Eneby församling, var en svensk präst och kyrkohistoriker.

## Biografi
Bo Sture Wiking var son till disponent Gustaf Månson och dennes hustru Bertha Högberg.
Efter studentexamen i Norrköping 1924 blev han student vid Uppsala universitet 1924, fil. kand. 1929, teol. fil. examen 1931 och teol. kand 1934. Han prästvigdes 28 december 1934 för Linköpings stift. Efter missiv till Matteus församling i Norrköping, Hällestads församling och Rinna församling blev han 1 april 1939 kyrkoadjunkt i Bredestads församling och 1 januari 1942 komminister i Skönberga församling nära Söderköping. Detta blev hans sluttjänst i stiftet. Han avgick med pension 1 oktober 1971 och flyttade som pensionär med hustrun Maja, född Sahlin, till en villa i Östra Eneby.
Bo Sture Wiking är mest känd för sina insatser som minnestecknare av de präster som avlidit i Linköpings stift vid prästmötena 1954, 1961, 1967 och 1973. Dessa minnesord finns samlade (utom 1967) i tre volymer. Han har också medverkat i samlingsverket Linköpings stift i ord och bild.
Han var också aktiv inom hembygdsföreningen S:t Ragnhilds Gille i Söderköping, ledamot av styrelsen mellan 1965 och 1973 och redaktör för flera årgångar av årsboken.